# 大竹港
大竹港（おおたけこう）は、広島県大竹市晴海2丁目に所在する港。港湾管理者は広島県。旅客船が発着する区域は小方港（おがたこう）とも呼ばれる。

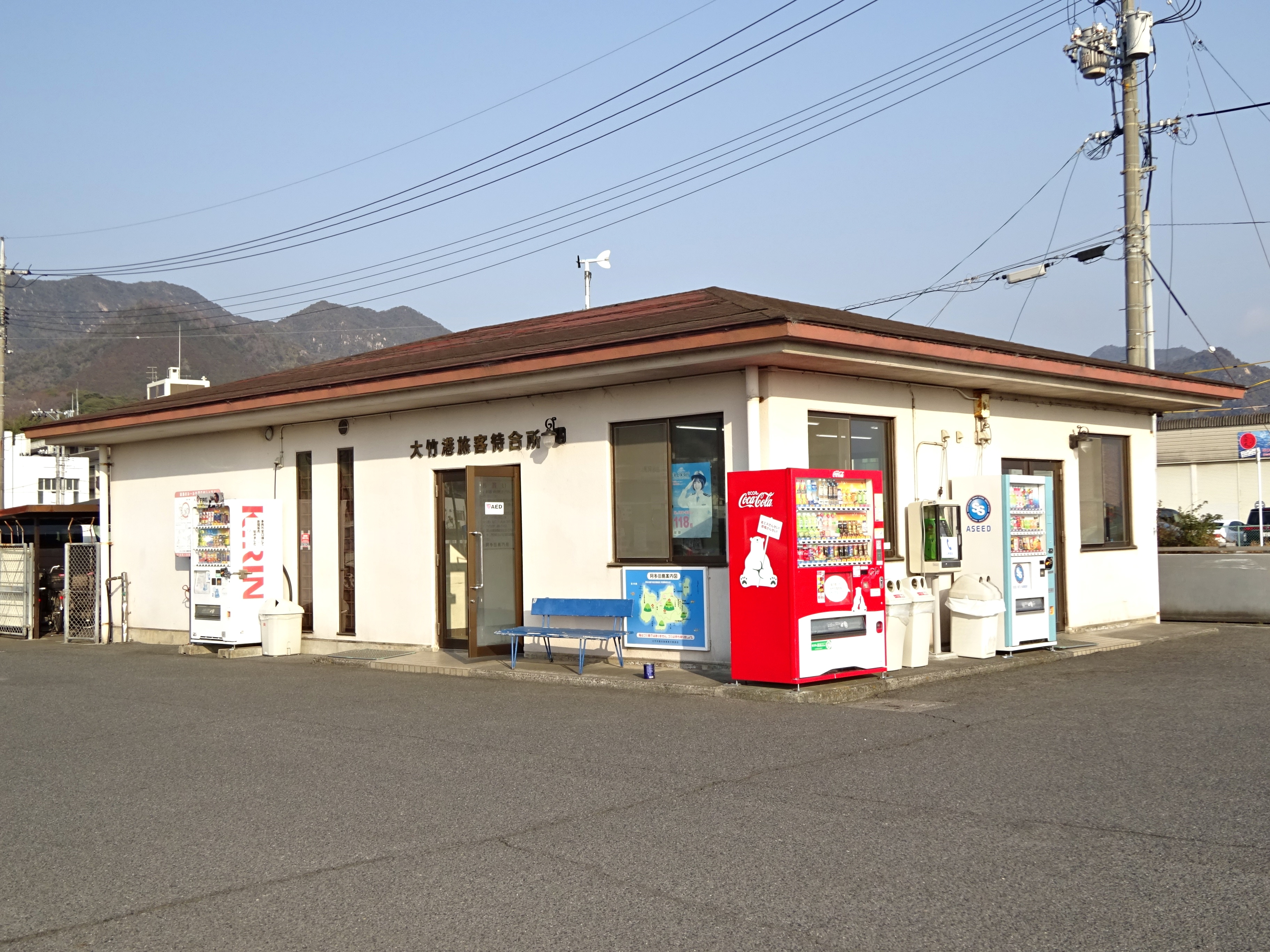
大竹港旅客待合所

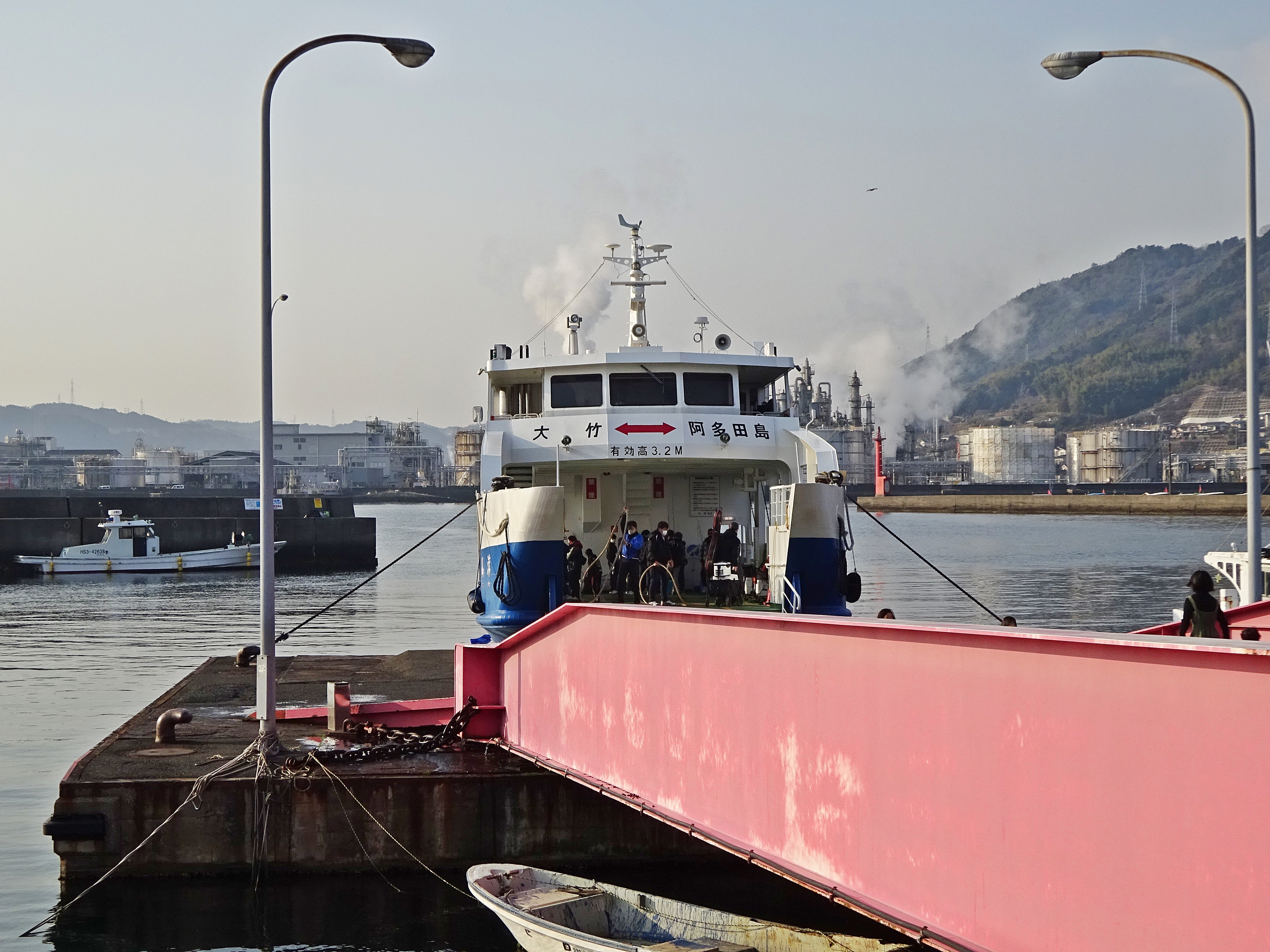
小方港に入港する阿多田島汽船

## 所在地
現在は大竹市晴海二丁目に存在するが、1984年（昭和59年）までは小方一丁目の国道2号線沿いに存在した。その名残で現在も小方港と呼ばれている。
旧港（小方埋港）の位置は現在のゆめタウン大竹の国道沿いの駐車場になる。

## 定期航路
現在、定期航路は阿多田島への阿多田島汽船の航路のみである。

## 復員
1945年12月、旧大竹海兵団の敷地内に呉地方復員局艦船運航部と上陸地連絡所が設置された。これは同年8月30日に制定された「外地及び偽国在留邦人引揚者応急援護措置要綱」によるものだった。当初、海軍呉鎮守府管内では呉港と宇品港が進駐軍の指令に基づく上陸地に指定される予定であったが、その後厚生省に引揚援護課が設けられ、業務の一元的によって呉・宇品に替わって大竹港が上陸地に指定された。地方復員連絡局広島支局の大部分も大竹港に移転し、続いて引揚援護局（後の宇品援護局大竹出張所）も設置された。1947年1月までの約1年間に219隻の復員船が大竹港に復員兵を運んだ。総勢41万人が大竹港から日本に帰国したが、うち15万人は台湾や朝鮮半島・満州からの民間人であった。残りは主に南方から復員兵が多かった。空母「葛城」なども大竹港に復員兵を運んだ。

## 周辺施設
- ゆめタウン大竹
- トライアル大竹店
- コメリパワー大竹店
- 下瀬美術館
- 晴海臨海公園
- 大竹市役所